# Вовчок звичайний
Вовчок звичайний, або Капустянка, Ведмедка  (Gryllotalpa gryllotalpa L.) — комаха з родини Gryllotalpidae ряду Прямокрилі. В Україні поширена повсюдно.

## Опис
Тіло завдовжки 35-50 мм. Забарвлення коричневе, з шовковим відтінком. Передні ноги копальні, розширені, з зубцями. Третя пара ніг стрибальна. Крила розвинені, прозорі, з густою сіткою жилок. Яйця за розмірами та формою нагадують просяне зерно діаметром 3-5 мм. Личинки імагоподібні. У пронімф (личинок четвертого віку) з’являються зачатки крил. Ротові органи гризучого типу.

## Поведінка
Вовчок  живе y ґрунті й рідко з'являється на поверхні, літає вночі. Добре плаває і може долати значні водні перешкоди. Природні місця поширення — вологі та багаті гумусом біотопи, заплави річок, озер, боліт, зрошувані та добре угноєні поля. Живуть y норах — довгих (50-100 см) горизонтальних ходах, розміщених під поверхнею ґрунту.
Самці часто сюрчать, іноді «співають» і самки.
Зимують дорослі особини, німфи та личинки. Ha поверхні починають з'являтися, коли ґрунт на глибині 20-30 см прогріється до +8..+10°C. Навесні після парування самки відкладають яйця. При цьому на глибині 10-20 см вони влаштовують земляну камеру, в яку купками відкладають яйця. У кладці може бути до 360 яєць. Масовий вихід личинок відбувається y червні-липні. У гнізді вони залишаються 2-3 тижні. Живлячись та роблячи ходи, шкідник перегризає коріння рослин, виїдає бульби та кореневища. Повний цикл розвитку в Лісостепy триває близько двох років. Природні вороги — птахи (одуди) i гризуни (кроти).

## Економічне значення
Пошкоджує картоплю, часник, перець, баклажани, капусту, огірки, помідори, салат, цибулю.
Боротьбу з капустянкою проводять як в умовах парникового господарства, так i y відкритому ґрунті. Парники обкопують ловильними канавками. Знищують бур'яни. Глибоко орють ґрунт. Восени в кожну нору заливають 20-30 г водного розчину гасу (100 г на 10 л). Ha присадибних ділянках восени роблять ловильні ями з гноєм (бажано кінським) завглибшки 60- 80 см, куди шкідник мігрує на зимівлю. У морозні дні гній викидають з ям і тонким шаром розтрушують на городі. Ha морозі гине 85-95 % шкідника. Ha початку травня на ділянках розкладають принади із свіжого гною. Туди охоче залазять капустянки для яйцекладки. Через 20-30 днів гній розкидають. Влітку ділянку поливають настоєм лушпиння цибулі (400 г лушпиння та відходів цибулі заливають 10 л теплої води і настоюють 4-5 днів). Перед використанням настій розбавляють водою y співвідношенні 1:5. Рослини поливають після дощу 2-3 рази з інтервалом 5-7 днів. Якщо дощу немає, ділянку поливають водою. Ефективний настій із курячого посліду: 2 кг на відро води. Ретельно перемішують і розбавляють y співвідношенні 1:5 й поливають сухий ґрунт.